# ريتشل روبنسون
ريتشل روبنسون (بالإنجليزية: Rachel Robinson)‏ هي ممرضة أمريكية، ولدت في 18 يوليو 1922 في لوس أنجلوس في الولايات المتحدة.

## وصلات خارجية
- ريتشل روبنسون على موقع قاعدة بيانات برودواي على الإنترنت (الإنجليزية)